# مهدی بازرگان
مهدی بازرگان تبریزی (۹ شهریور ۱۲۸۶ – ۳۰ دی ۱۳۷۳) سیاستمدار ایرانی بود که از ۱۳۵۷ تا ۱۳۵۸ به‌عنوان چهل و یکمین نخست‌وزیر ایران ( همچنین اولین نخست وزیر جمهوری اسلامی ایران) فعالیت کرد. او عضو جبهه ملی ایران، از مؤسسان حزب نهضت آزادی ایران، استاد دانشگاه، پژوهشگر قرآن، و از ۱۳۵۹ تا ۱۳۶۳ نمایندهٔ مجلس شورای اسلامی بود. او نخستین دانشیار دانشگاه تهران بود و مدتی بعد استاد و به مدت شش سال رئیس دانشکده فنی دانشگاه تهران شد.
بازرگان با تشکیل دولت محمد مصدق وارد فعالیت سیاسی شد. وی به عنوان معاون وزیر فرهنگ کابینه اول مصدق و سپس توسط مصدق در جریان ملی شدن صنعت نفت به‌عنوان رئیس هیئت خَلعِ یَد در صنعت نفت انتخاب شد. پس از کودتای ۲۸ مرداد، فعالیت‌های سیاسی بازرگان گسترش یافت. وی به همراه سید رضا زنجانی داریوش فروهر و سید محمود طالقانی اقدام به تأسیس نهضت مقاومت ملی کردند. بازرگان به همراه اللهیار صالح، باقر کاظمی، غلام‌حسین صدیقی و کریم سنجابی، از مؤسسان جبههٔ ملی دوم بود و کمی بعد با تأیید مصدق و با همراهی یدالله سحابی و طالقانی اقدام به تأسیس نهضت آزادی کرد.
تشکیل نهضت آزادی به علت اختلافاتی بود که در جبههٔ ملی بین بازرگان و افرادی دیگر پیش آمده بود و مصدق نیز جانب بازرگان را گرفت. سران وقت جبههٔ ملی با عضویت نهضت آزادی مخالفت کردند و بازرگان و سحابی و طالقانی به صورت عضو منفرد در جبهه ملی ماندند و در کنگرهٔ جبهه ملی حضور داشتند. بعد از این که مصدق به مخالفت با برخی سیاست‌ها تصمیم گرفت جبهه ملی را مجدداً سازمان‌دهی کند، چهار حزب نهضت آزادی، جامعهٔ سوسیالیست‌ها، حزب ملت ایران و حزب مردم ایران، جبهه ملی سوم را تحت رهبری مصدق تشکیل دادند، اما توسط ساواک سرکوب شدند و پس از آن نیز مصدق درگذشت.
در آستانهٔ پیروزی انقلاب ۱۳۵۷، بازرگان به عنوان نخست‌وزیر ایران و رئیس دولت موقت معرفی شد. دولت موقت همه‌پرسی جمهوری اسلامی و انتخابات مجلس خبرگان قانون اساسی را برگزار کرد. پس از تصرف سفارت آمریکا در آبان ۱۳۵۸، به دلیل اختلاف‌هایی که با سید روح‌الله خمینی، رهبر جمهوری اسلامی، و حزب جمهوری اسلامی به رهبری سید محمد بهشتی داشت، به همراه کابینه دولت موقت، از نخست‌وزیری استعفا کرد. یکی از این اختلافات بر سر مسئلهٔ ولایت فقیه بود که بازرگان و اعضای دولت او با آن مخالف بودند و برای جلوگیری از تصویب آن، دولت بازرگان قصد انحلال مجلس خبرگان قانون اساسی را نیز داشتند. اکثریت قاطع مجلس در اختیار ائتلاف به فرمان بود و نهضت آزادی در آن انتخابات توفیق چندانی نیافته‌بود. اما خمینی در مقابل انحلال مجلس واکنش نشان داد و با آن مخالفت کرد. اکثر وزرای دولت بازرگان را اعضای نهضت آزادی و جبههٔ ملی تشکیل می‌دادند و این موضوع نیز یکی دیگر از اختلافات بود.
بازرگان در سال ۱۳۶۴ برای انتخابات ریاست جمهوری ثبت‌نام کرد که این اقدام او از جانب مردم حمایت شد،
اما شورای نگهبان صلاحیت او را تأیید نکرد. او از معدود سیاستمدارانی بود که پس از آزادسازی خرمشهر، با ادامهٔ جنگ ایران و عراق مخالفت کرده بود. وی در سال ۱۳۶۷ در نامه‌ای به خمینی، یادآور شد که نهضت آزادی از سال‌ها پیش مخالف ادامهٔ جنگ بوده و سپس مشکلاتی که ادامهٔ جنگ به وجود آورده را ذکر کرده بود و ادامهٔ جنگ (بعد از سال ۱۳۶۱) را عامل نابودی نامیده بود. از فعالان انجمن اسلامی دانشجویان در دانشکده فنی دانشگاه تهران نیز بود. در زمان نخست‌وزیری خود نیز با وجود مخالفت با ولایت فقیه، خواستار جدایی دین از دولت نبود. اما در سال‌های آخر عمر خود تغییر عقیده داد و از آن حمایت کرد.

## زندگی شخصی

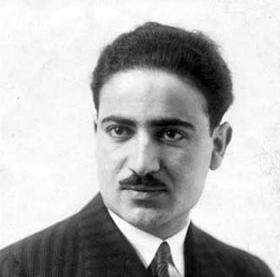
مهدی بازرگان در جوانی

بازرگان در دوران انقلاب مشروطه، در خانواده‌ای مذهبی آذربایجانی در محدودهٔ میانی محلهٔ سنگلج تهران به دنیا آمد. پدرش، عباس‌قلی آقا تجارتی تبریزی، پس از چندی در تهران مقیم شد و به عنوان تاجر معروف میان بازارهای تبریز و تهران مطرح گردید و در تهران به نام «حاج عباس‌قلی‌آقا بازرگانِ تبریزی» معروف شد و در اثر این نام خانوادگیِ «بازرگانِ تبریزی» برای او به‌جای «تجارتی تبریزی» رسمی شد.
بازرگان در ۱۳۱۸ با ملک طباطبایی ازدواج کرد. طباطبایی در سال ۱۳۹۷ درگذشت. آن‌ها پنج فرزند داشتند: زهرا، عبدالعلی، فرشته، فتانه و محمدنوید. فرشته بازرگان در بهمن ۱۳۹۵ درگذشت.

## تحصیلات
تحصیلات ابتدایی را در مدرسه سلطانیه تهران و متوسطه را در دارالمعلمین مرکزی به پایان رساند. در سال ۱۳۰۷ در میان نخستین گروه محصلان ممتاز اعزامی دولت پهلوی قرار گرفت و با بورس شاهنشاهی راهی فرانسه شد.
در دبیرستان ژرژ کلمانسو در نانت تحصیل کرد جایی که با عبدالله ریاضی همکلاس بود. سپس ترمودینامیک و مهندسی را در Ecole Centrale des Arts et Manufactures دانشکده مرکزی هنر و تولید پاریس خواند. در ۱۳۱۳ به ایران بازگشت.
وی جزو نخستین گروه از فارغ التحصیلانی است که در تاریخ ایران (دوران رضا شاه) بورسیهٔ تحصیلی دریافت کرده است.

## دولتمصدق و کودتا
کریم سنجابی وزیر فرهنگ دولت اول مصدق، بازرگان را به سمت معاون خود تعیین کرد و فعالیت سیاسی بازرگان از آن زمان شروع شد. منصبی که برای بازرگان زیاد طول نکشید چون کمی بعد مصدق او را به سمت رئیس هیئت مدیره خلع ید از شرکت نفت ایران و انگلیس به آبادان منصوب کرد تا این تأسیسات را در کنترل بگیرد. بازرگان بعد از مدتی به دلیل اختلافاتی که با حسین مکی داشت، استعفا کرد. پس از آن ریاست شرکت آب و فاضلاب تهران را بر عهده گرفت و و موفق شد نخستین شبکه لوله‌کشی آب را در تهران احداث کند.

## نهضت مقاومت ملی
پس از کودتای ۲۸ مرداد بازرگان به همراه شاپور بختیار و سید رضا زنجانی اولین افرادی بودند که به مخالفت پرداخته و اقدام به تأسیس نهضت مقاومت ملی کردند. شاپور بختیار در مصاحبه با پروژه تاریخ شفاهی ایران گفت:
«بنده گمان می‌کنم که با مهندس بازرگان و مرحوم آیت‌الله زنجانی که فوت کرده، سه نفر اول بودیم… آقای بازرگان به من تلفن کرد که من می‌آیم به منزل شما و می‌رویم خیابان فرهنگ… رفتیم منزل آیت لله زنجانی. گفتم من یک دفعه ایشان را در اتاق دکتر مصدق دیدم. گفت خودشه. پایه نهضت مقاومت ملی در آن جا ریخته شد.»— شاپور بختیار، مصاحبه با تاریخ شفاهی ایران
اما حسین شاه‌حسینی، تأسیس نهضت مقاومت ملی توسط بختیار و بازرگان را رد کرده است. او در روایت خود از نهضت مقاومت ملی می‌گوید که بازرگان تا مدت‌ها بعد از کودتا با مجموعه نهضت مقاومت ملی همکاری نمی‌کرده؛ زیرا رئیس شرکت آب و فاضلاب تهران بود و بعدها عضویتش، به پیشنهاد طریق ناصر صدرالحفاظی مطرح گردید. و نیز دربارهٔ بختیار می‌گوید که او بعدها به نهضت مقاومت پیوست.
بازرگان در سال ۱۳۳۴ و در پی شناسایی چاپخانه مخفی نهضت مقاومت ملی توسط فرمانداری نظامی تهران، همراه چند تن دیگر به زندان افتاد.

## جبهه ملی دوم
جبهه ملی دوم در روز ۲۳ تیرماه ۱۳۳۹ توسط یک هیئت مؤسس ۳۵ نفری شامل سید باقر کاظمی، اللهیار صالح، غلامحسین صدیقی، کریم سنجابی، سجادی، مهدی آذر، اصغر پارسا، ادیب برومند، مهدی بازرگان، کاظم حسیبی، احمد زیرک‌زاده و محمود طالقانی تشکیل شد و روز سی‌ام تیرماه ۱۳۳۹ اعلامیه تشکیل جبهه ملی دوم (جبهه ملی ایران) به‌طور گسترده انتشار یافت.

## تأسیس نهضت آزادی
بازرگان در کنگره ۱۳۴۱ جبهه ملی نیز از سوی اعضای کنگره به همراه طالقانی به صورت منفرد (به دلیل عدم تصویب عضویت نهضت آزادی) به سِمَت عضو شورای مرکزی جبهه ملی انتخاب شدند. در این دوره بازرگان و نزدیکان او در جبهه ملی موفق به دست یابی به خواسته‌های خود نبودند و شرایط جبهه ملی به‌طوری شده بود که احزاب مختلف در تصمیمات جبهه ملی دخیل نبودند. این اختلافات باعث شد تا بازرگان تصمیم گرفت مستقل از جبهه ملی عمل کند. وی در سال ۱۳۴۰ به همراه محمود طالقانی و یدالله سحابی، نهضت آزادی ایران را پایه‌گذاری کرد.
مصدق در پاسخ به بازرگان دربارهٔ تأسیس نهضت آزادی در یک نامه نوشت:
آقای مهندس مهدی بازرگان

قربانت شوم. مرقومه محترم، مورخ ۲۱ جاری، مبشر تشکیل جمعیتی به نام نهضت آزادی ایران، عز وصول ارزانی بخشید و موجب امتنان و خوش‌وقتی گردید. تبریکات صمیمانه خود را تقدیم می‌دارم و تردید ندارم که این جمعیت تحت رهبری شخص شخیص جناب‌عالی موفق به خدمات بزرگی نسبت به مملکت خواهد شد و بنده توفیق جناب‌عالی و همکاران محترمتان را در این راه از خداوند مسئلت دارم.— امضا: محمد مصدق، 
مصدق بعدها دربارهٔ جدا شدن نهضت آزادی از جبهه ملی در یک نامه، علت آن را عملکرد اشتباه جبهه ملی و تلاش برای غالب کردن یک حزب بر جبهه ملی دانست و نوشت:
«جبهه را به صورتی درآوردند که قادر به هیچ عملی نیست و این انشعابی که به وقوع پیوست (نهضت آزادی) و سبب گردید عده‌ای تحت تعقیب قرار گرفتند، نتیجه عملیات جبهه است. چنانچه نسبت به احزاب به یک طریق عمل می‌کردند و از هر حزبی یک نماینده می‌پذیرفتند، حزب مزبور (نهضت آزادی) هم یک نماینده می‌فرستاد و این اختلافات روی نمی‌داد.»— امضا: محمد مصدق، 

## مخالفت با انقلاب سفید و محاکمه
در سوم بهمن ۱۳۴۱ نهضت آزادی اقدام به انتشار اعلامیه‌ای در اعتراض به انقلاب سفید نمود که با واکنش تند حکومت همراه شد و باعث دستگیری سران نهضت و عده دیگری از فعالان نهضت شد.
محاکمه بازرگان و سران و فعالان نهضت آزادی در سال‌های ۱۳۴۲ و ۱۳۴۳ به اتهام اقدام بر ضد امنیت کشور، ضدیت با سلطنت مشروطه و اهانت‌های گستاخانه به مقام شامخ سلطنت در دادگاه نظامی برگزار شد. در این دادگاه سرتیپ علینقی شایانفر وکالت او را بعهده داشت. این دادگاه پس از ۳۱ جلسه رای به محکومیت متهمان داد و اکثر افراد به حبس‌های طولانی مدت محکوم شدند. بازرگان نیز به ۱۰ سال زندان محکوم شد. او پس از دورهٔ کوتاهی در زندان قصر به زندان برازجان در استان بوشهر تبعید شد و در سال ۱۳۴۶، پس از پنج سال زندان و تبعید آزاد شد و فعالیت‌های علمی، مذهبی و اجتماعی خود را از سر گرفت.
مصدق در سال ۱۳۴۴ در نامه‌ای به عبدالعلی بازرگان (فرزند مهدی بازرگان) راجع به بازرگان نوشت:
دیگر عرضی ندارم، مگر این که بخواهم سلام و ارادت خالصانه‌ام را خدمت پدر بزرگوار تقدیم فرمایید. الحق که در راه خدمت به وطن رنج بسیار کشیده‌اند و صدمات ناگواری را تحمل فرموده‌اند. توفیق و سعادت آن یگانه مرد وطن‌پرست و دوستان وفادارشان رااز خداوند مسئلت دارم.— امضا: محمد مصدق، 

## انقلاب اسلامی
بازرگان در این دوران در تشکیل کمیسیون ایرانی دفاع از حقوق بشر و زندانیان سیاسی نقش مؤثری ایفا کرد. طبق سخنان کریم سنجابی و نیز شاپور بختیار، نامه به شاه که توسط جبهه ملی با امضای سنجابی، بختیار و داریوش فروهر منتشر شد، توسط مهدی بازرگان نوشته شده بود. 
وی در جریان انقلاب ۱۳۵۷ تلاش زیادی برای تغییر حکومت به صورتی آرام و با همه‌پرسی داشت و حتی شاپور بختیار از طریق وی (به علت سابقه آشنایی در جبهه ملی) و عباس امیرانتظام حاضر به نوشتن استعفانامه شد و متن آن به تأیید بهشتی و طالقانی رسید و قرار شد که شخصاً با سید روح‌الله خمینی دیدار کند، اما در نهایت قضیه بی‌نتیجه ماند. شاپور بختیار در یک مصاحبه و همچنین در کتاب خاطرات خود (یک‌رنگی) یادآور شد که در روزهای انقلاب در خانه علی‌اکبر سیاسی با بازرگان دیدار کرده است.

## دولت موقت
پیشنهاد نخست‌وزیری بازرگان را هم مطهری داد، ضمن اینکه خود خمینی هم در پاریس همین نظر را داشت.
با پیروزی انقلاب، سید روح‌الله خمینی حکم نخست‌وزیری دولت موقت را به نام بازرگان صادر کرد. اما این دو با هم اختلاف‌هایی داشتند. اولین اختلاف دولت موقت، سر مسئلهٔ همه‌پرسی بود. ابتدا دولت موقت مطرح کرد که جمهوری دموکراتیک باید به رفراندوم گذاشته شود. بعد از این که با این حرکت، مخالفت‌هایی صورت گرفت، بازرگان آن را تصحیح کرد و از عنوان جمهوری دموکراتیک اسلامی حمایت کرد. اما سید روح‌الله خمینی اظهار داشت: فقط «جمهوری اسلامی» نه یک کلمه زیاد و نه یک کلمه کم

روی جلد مجله امید ایران در تاریخ ۱۳ فروردین ۱۳۵۸: بازرگان «رای آری به جمهوری اسلامی» را در صندوق می‌اندازد، در حالی که در اندیشه «جمهوری دموکراتیک» است.

اکثر وزرای دولت بازرگان را اعضای جبهه ملی ایران و نهضت آزادی ایران تشکیل می‌دادند. از جبهه ملی، افرادی نظیر کریم سنجابی، داریوش فروهر، حسین شاه‌حسینی و غیره در کابینه او حضور داشتند.
در حالی که همفکران نهضت آزادی در مجلس خبرگان قانون اساسی در اقلیت بودند، دولت موقت، برای جلوگیری از تصویب لایحهٔ ولایت فقیه، طرح انحلال مجلس را ارائه داد، اما با واکنش شدید سید روح‌الله خمینی مواجه شد.
قضیه طرح آنکه مجلس خبرگان منحل بشود که در زمان دولت موقت این طرح شد و بعد هم معلوم شد که اساسش از امیر انتظام بوده و آن مسائل. آن وقت آمدند آقایان پیش ما؛ همه این آقایانی که، آقای بازرگان و رفقایش گفتند: ما خیال داریم این مجلس را منحلش کنیم. من گفتم: شما چه کاره هستید اصلش که می‌خواهید این کار را بکنید! شما چه سمتی دارید که بتوانید مجلس منحل کنید؟ پا شوید بروید سراغ کارتان. وقتی دیدند محکم است مسئله، کنار رفتند— روح‌الله خمینی، 
محسن رضایی، از فرماندهان سپاه پاسداران و دبیر مجمع تشخیص مصلحت نظام در مورد انتخاب بازرگان اظهار می‌دارد:

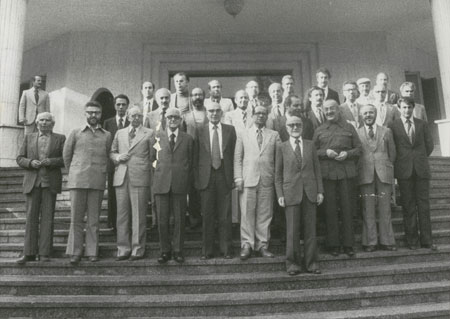
کابینه بازرگان

اگر امام در اوایل انقلاب بازرگان را بر سر کار نمی‌گذاشت شاید انقلاب به ثمر نمی‌رسید، بازرگان بزرگ‌ترین کلاهی بود که امام بر سر آمریکا گذاشت، ایشان نیرویی را به کار گرفت که آمریکا احساس خطر نکند.

### استعفا
در ۱۴ آبان ۱۳۵۸ و درست یک روز بعد از آنکه دانشجویان پیرو خط امام، سفارت آمریکا در تهران را تصرف کردند و دیپلمات‌ها و کارکنان را گروگان گرفتند، دولت موقت با نخست‌وزیری مهدی بازرگان استعفا کرد.
دولت موقت پیش از گروگانگیری هم با نزدیکان سید روح‌الله خمینی و حزب جمهوری اسلامی اختلاف نظر داشت. در ۲۶ فروردین ۵۸ کریم سنجابی، در اعتراض به «حکومت‌هایی که در حکومت به وجود آمده» از وزارت خارجه استعفا کرد.
به ادعای هاشم صباغیان، وزیر کشور در دولت موقت، این دولت سه بار تقاضای استعفا کرده بود که استعفاهای قبلی با مخالفت سید روح‌الله خمینی مواجه شد.
مهدی بازرگان در استعفانامهٔ دولت موقت نوشت: «پیرو توضیحات مکرر و نظر به اینکه دخالت‌ها، مزاحمت‌ها، مخالفت‌ها و اختلاف نظرها، انجام وظایف محوله و ادامه مسئولیت را برای همکاران و اینجانب مدتی است غیرممکن ساخته و در شرایط تاریخی حساس حاضر، نجات مملکت و به ثمر رساندن انقلاب بدون وحدت کلمه و وحدت مدیریت میسر نمی‌باشد، بدین وسیله استعفای خود را تقدیم می‌دارد.»
فردای استعفای دولت موقت، سید روح‌الله خمینی در حکمی گفت «با اعتماد به دیانت و امانت و حسن نیت» بازرگان استعفای او را قبول می‌کند. او شورای انقلاب را مأمور اداره کشور کرد و از این شورا خواست مقدمات لازم را برای همه‌پرسی قانون اساسی، انتخابات مجلس و تعیین رئیس‌جمهور انجام دهد.
وی در کتاب «انقلاب ایران در دو حرکت» دلیل اصلی استعفایش را دخالت‌های روحانیون در امور مملکت داری و سیاسی بیان می‌کند و درست شبِ قبل از گروگانگیری سفارت آمریکا استعفای خود را اعلام می‌نماید و گویا در کتاب یادشده عنوان می‌نماید استعفایش بخاطر حمله به سفارت نبوده است و حتی سه ماه قبل از استعفای نهایی، سران کشور از این تصمیم آگاه بوده‌اند.

## نمایندگی مجلس شورای اسلامی
بازرگان در دوره نخست مجلس شورای اسلامی، به عنوان نماینده تهران، به مجلس راه یافت.
او در یکی از نطق‌های معروف در مجلس شورای اسلامی با اشاره به فضای استبدادی حاکم بر کشور گفت:
«اگر ما مجلس آزاد مستقلی نداشته باشیم که متعلق و منبعث از تمام ملت باشد دیر یا زود جمهوری اسلامی مانند سلف خود مشروطیت سلطنتی، با حفظ صورت و عنوان، تبدیل به نوعی استبداد و نظام طاغوتی متکی به استیلای خارجی خواهد شد. همیشه و در همه جای دنیا استبداد از روزی شروع شده است که یک شاه، یک خاندان، یک طبقه و حتی یک مکتب خواسته است ولو با حسن نیت و به قصد خدمت، خود را یگانه مالک، یگانه مسئول و یگانه مأمور بر سایرین تصور و بر جامعه تحمیل نموده، وقعی به رضایت و رأی مردم ننهد. در حالی که مجلس‌های شورای واقعی و آزادی‌های اجتماعی آخرین و بلکه یگانه سنگرهای استقلال کشورها و ضامن بقا و سعادت ملت‌ها هستند.»
نطق وی با اعتراض و شعارهای تند نمایندگان طرفدار حکومت روبرو شد. این نطق که پیش از انتخابات مجلس دوم و رد صلاحیت‌های گسترده منتقدان حکومت انجام شد با حمله فیزیکی نمایندگان طرفدار دولت به مهدی بازرگان نیمه تمام ماند و مدتی بعد با پایان یافتن دوره اول مجلس، تمامی نامزدهای وابسته به نهضت آزادی رد صلاحیت شده و حکومت مانع شرکت آنها در انتخابات بعدی شد.
بازرگان نیز تا پایان عمر خود در تمام دوره‌های انتخابات ریاست جمهوری و مجلس ثبت نام کرد اما پس از دوره اول مجلس همواره از سوی حاکمیت رد صلاحیت می‌شد. رد صلاحیت او در انتخابات ریاست جمهوری سال ۱۳۶۴ برای رقابت با سید علی خامنه‌ای منجر به آن شد که برخی مراجع از جمله سید محمدکاظم شریعتمداری، سید شهاب‌الدین مرعشی نجفی و محمدصادق روحانی انتخابات را تحریم کنند.

## فعالیت‌های اجتماعی و فرهنگی

### نهادسازی
به‌گفتهٔ محمد توسلی:
بعد از «نهضت مقاومت ملی» و تجربهٔ سختی که مهندس بازرگان در آن دوران در همکاری‌های اجتماعی داشتند، به دنبال راهکارهایی بودند که: چه کنیم که زمینه‌های فرهنگ استبدادی یعنی تک‌روی‌ها، خودخواهی‌ها و نداشتن روحیه کار جمعی اصلاح شوند.
- مکتب متاع (۱۳۳۵)
- انجمن اسلامی مهندسین (۱۳۳۶)
- انجمن اسلامی پزشکان (۱۳۳۷)
- انجمن اسلامی معلمان(۱۳۳۸)
- انجمن اسلامی بانوان(۱۳۳۸)
- شرکت انتشار (۱۳۳۸)
- شرکت انتشارات قلم(۱۳۳۹)
- مجتمع فرهنگی و مسجد جامع نارمک(۱۳۳۹)
- هنرستان کارآموز (۱۳۴۱)

### تأسیس مکتب متاع
مکتب متاع مخفف مکتب تربیتی اجتماعی عملی است که در سال ۱۳۳۵ به ابتکار بازرگان شکل گرفت.
تشکیل متاع از نتایج تجربه نهضت ملی شدن نفت بود که به گفتهٔ یزدی آنها دریافتند که:
(همکاری‌های گروهی در ایران در زمینه‌های سیاسی اجتماعی اقتصادی فرهنگی عموماً با مشکلاتی از درون که به رفتارها و خلقیات عناصر تشکیل دهنده این فعالیت‌ها بستگی دارد روبرو می‌شوند. احزاب سیاسی تشکیل می‌شوند ولی رشد نمی‌کنند…)
بازرگان در ۱۳۳۶ در سخنرانی خود گفت:
مرض بزرگ و موجب اساس بدبختی‌ها و عقب افتادگی‌های ما همان علت یا عللی است که در خاصیت انفرادی و خلقت خودبینی و خودخواهی و خودپرستی ما منعکس و متمرکز گردیده است…
تعلیم و تربیت دیگر امروز با گفتن و بحث کردن انجام نمی‌شود .. با عمل و تمرین انجام می‌شود … بنابراین تا می‌توانیم دور هم جمع شویم و کارهای فردی را به‌صورت اجتماعی و با مشارکت و همکاری انجام دهیم
بدین ترتیب مکتب متاع با همکاری ابراهیم یزدی-کا ظم یزدی -عزت‌الله سحابی -احمد آرام - کتیرایی -مرتضی مطهری -مهدی حائری یزدی-کاظم حاج طرخانی -غلامرضا سعیدی -باقر رضوی شروع بکار کرد.
جلسات در خانه افراد انجام می‌شدند و در آنها مسایل روز سیاسی ایدیولوژیک مورد بحث قرار می‌گرفت. این جلسات تا اوایل انقلاب ادامه پیدا کردند.
آخرین جلسه مکتب متاع در ۱۱ اردیبهشت ۱۳۵۸ در منزل سحابی انجام شد که در پایان آن آیت الله مطهری پس از خروج از جلسه توسط گروه فرقان ترور شد.

### تأسیس انجمن اسلامی مهندسین
نخستین جلسه رسمی انجمن در ۶ خرداد ماه ۱۳۳۶ با حضور تعدادی از اعضای مؤسس انجمن در منزل بازرگان، برای بحث دربارهٔ خط مشی و اساسنامه انجمن تشکیل شد.
این جلسات به فاصله ۱۵ روز یک بار برگزار می‌شد. پس از تشکیل ده جلسه، نخستین جلسه مجمع عمومی انجمن اسلامی مهندسین در روز چهارشنبه ۴ دی ماه ۱۳۳۶، در منزل یوسف طاهری قزوینی برگزار شد. شرکت کنندگان در این جلسه ۳۰ نفر بودند. در آن جلسه، بازرگان دربارهٔ اهداف انجمن و شکیب نیا در مورد کارهای انجام یافته و اقدامات هیئت مؤسس مطالبی بیان کردند. در دومین جلسه، به تاریخ ۵ تیر ماه ۱۳۳۶، پیش نویس اساسنامهٔ انجمن، که با کوشش هیئت منتخب مجمع تهیه شده بود، به تصویب رسید.
اعضای هیئت مؤسس که نامشان در نخستین اساسنامهٔ انجمن آمده است ۱۲ نفر به شرح زیر بودند:
مهدی بازرگان، عباس تاج، ذبیح‌الله دبیر، احمد زنگنه، عزت‌الله سحابی، منوچهر سالور، قاسم شکیب نیا، یوسف طاهری قزوینی، محسن عطایی، مصطفی کتیرایی، علی اصغر لواسانی و علی اکبر معین فر

## فعالیت‌های مهندسی

### اداره ساختمان بانک ملی ایران
در سال ۱۳۱۹ه‍.ش در اداره ساختمان بانک ملی ایران مدیریت دایره تأسیسات را برعهده گرفت.

### شرکت مهندسی یاد
دوازده استاد دانشگاه که پس از کودتای ۲۸ مرداد با دستور ملوکانه از دانشگاه تهران اخراج و حقوقشان قطع می‌شود. برای امرار معاش شرکت مهندسی «داد» مخفف دوازده استاد اخراجی دانشگاه را تشکیل می‌دهند. یکی از استادان کنار می‌کشد و «داد» به «یاد» تبدیل می‌شود.
«یاد» تا چند سال محل درآمدزایی مهدی بازرگان و ده استاد دانشگاه دیگر می‌شود تا اینکه بازرگان را دستگیر و زندانی می‌کنند.

### شرکت صافیاد
در ۱۳۴۶ بازرگان از زندان آزاد می‌شود، شرکت «یاد» را با شرکت «سافیر» ادغام و شرکت «سافیاد» را تأسیس می‌کند. دولت می‌گوید «ساف»، «سازمان آزادیبخش فلسطین» را تداعی می‌کند و اسم باید تغییر یابد و به این ترتیب «س» به «ص» تبدیل می‌شود. شرکت ساخت سیستم‌های حرارتی و برودتی که هنوز هم در عرصه صنعت ایران فعال است.

## دیگر فعالیت‌های سیاسی
بازرگان پس از استعفا و کمتر از یک ماه پس از واقعهٔ گروگان‌گیری و برای آنکه غائله فروکش کند، در نامه‌ای از محمدرضا پهلوی خواست داوطلبانه به ایران بازگردد تا گروگان‌ها آزاد شوند.
رد صلاحیت وی در انتخابات ریاست‌جمهوری سال ۱۳۶۴ منجر به آن شد که برخی روحانیون انتخابات را تحریم کردند.
همچنین در نتیجهٔ فشارهای مختلف و بازداشت مکرر اعضای نهضت آزادی ایران، فعالیت‌های نهضت آزادی که وی یکی از مؤسسان آن بود، تا حدود زیادی محدود گردید. نهضت آزادی در دوران جنگ ایران و عراق، مخالفت خود را با ادامه جنگ پس از فتح خرمشهر اعلام کرد که این امر بر فشارها افزود.
مسعود بهنود در کتاب ۲۷۵ روز بازرگان از زاویهٔ خاصی به ۲۷۵ روز دولت موقت بازرگان می‌نگرد و ۱۴ روایت مختلف از موضوع، و همچنین نقش عباس امیرانتظام را بیان می‌کند.

## درگذشت
مهدی بازرگان در ۳۰ دی ۱۳۷۳ در ضمن سفر درمانی، در زوریخ درگذشت و بعد از انتقال پیکر او به تهران و تشییع از مقابل حسینیهٔ ارشاد، در قم دفن شد. بنا به وصیت بازرگان، پیکرش در مقبرهٔ بیات در نزدیکی حرم فاطمهٔ معصومه و در کنار والدین و برخی از اقوامش به خاک سپرده شد. سید علی خامنه‌ای، رهبر جمهوری اسلامی ایران، در پی درگذشت مهدی بازرگان پیام تسلیت صادر کرد.
پس از درگذشت وی، بنیاد فرهنگی مهدی بازرگان، متولی امور مربوط به آثار و افکار او است. از بازرگان ۱۰۵ عنوان کتاب منتشر شده است.

## اندیشه بازرگان
باستانیِ پاریزی وی را از آن جهت که شاید مؤمن‌ترین فرد در میان نخستین فارغ‌التحصیلان دانشکده فنی دانشگاه تهران بوده، مؤمن آل هندسه می‌نامد. به ادعای صادق زیباکلام، بازرگان معمار اصلی جریان اسلام‌گرایی مدرن در ایران بود.
تحصیل بازرگان در فرانسه تأثیر زیادی در اندیشه او گذاشت. حضور در محافل مذهبی فرانسه او را به این نتیجه رساند که مذهب و تجدد منافاتی با یکدیگر ندارند. بازرگان در کتاب مدافعات می‌نویسد زمانی که با هم‌قطارانش به کلیسای نوتردام می‌رفتند و انسان‌های «شیک و فرنگی» را در حال ذکر و رکوع می‌دیدند، همگی از «نماز خواندن» فرنگی‌ها متعجب می‌شدند. بازرگان در کتاب دین و تمدن دربارهٔ پیشرفت غرب می‌نویسد: «محرک اصلی این تمدن چیزی جز خدا و دین نمی‌توانست باشد» اما این سؤال پیش می‌آمد که اگر دین علت‌العلل پیشرفت اروپایی‌ها بود، چرا دین در جوامع دیندارتری مانند ایران و پاکستان باعث پیشرفت نشده بود؟ پاسخ بازرگان به این مسئله، تعین بخش رویکرد تفسیری بعدی او در خوانش و تفسیر متون مقدس بود.
علت پیشرو بودن دین در جوامع اروپایی از منظر بازرگان، کنار زدن تفاسیر سنتی و برخورد قشری با متون مقدس بود. راه حل بازرگان برای انسداد پیشرفت در جوامع عقب مانده کنار گذاشتن تفاسیر سنتی و قشری بود.
تصور بازرگان از «تفسیر مدرن» و ضد قشری‌گری متون مقدس تحت تأثیر استاد دوران نوجوانی‌اش ابوالحسن فروغی بود. در واقع او تفسیر مدرن از متون مقدس را همخوان کردن تفکرات دینی با دستاوردهای علوم مدرن می‌دانست. کتاب‌هایی مانند «عشق و پرستش»، «ترمودینامیک در زندگی» و «توحید، طبیعت، تکامل» حاصل تلاش بازرگان برای تفسیر پوزیتیویستی متون معتقدات دینی بودند.
منتقدان بازرگان البته چنین برداشتی از «تفسیر مدرن» را غیر فلسفی می‌دانند و معتقدند او به مسئله روش‌شناسی در علوم اعتقادی نداشت. بازرگان می‌نویسد: «علوم تجربی و طبیعی جملگی ابطال‌پذیرند و با انقلاب‌های علمی و تغییرات پارادایمی در محدوده علوم زیر و زبر می‌شوند. ابتناء اعتبار گزاره‌های دینی به علوم تجربی با تغییرات پارادایمی و ابطال نظریات علمی به راحتی زیر سؤال می‌رود.» نمونه چنین جملاتی از نگاه منتقدان نادیده گرفتن مبانی روش شناختی علم و بی‌توجهی به فلسفه علم بوده است.
مقصود فراستخواه می‌نویسد: «آرای بازرگان به روشنی نشان می‌دهد که او در عالم معرفت، یک لیبرال نبود، حقیقت نهایی را موضوع بحث انسانی نمی‌دانست و به استقلال ذهنی و آزادی فرد انسانی در ساحت معرفت‌شناسی قائل نبود. بلکه خدا را به مثابه حقیقتی نهایی و مستقل از ذهن بشر باور داشت که از بیرون خودخواهی و خودبینی آدمی را کنترل می‌کند.
لیبرالیسم معرفتی مبتنی بر خود بنیادی فاهمه بشری است که مبتنی بر استقلال، آزادی و سعادت فردی سوژهٔ انسانی است. بازرگان در مجموعه آثارش می‌نویسد «خطرناک‌ترین آفت بشریت خودپرستی است و سعادت بدون خداپرستی میسر نشده و نخواهد شد.» به لحاظ فلسفی چنین ایده‌هایی با الهیات مدرن و لیبرالیستی همخوانی ندارد و خوانش متون دینی همچنان سنتی باقی می‌ماند و با ردایی از تفاسیر پوزیتیویستی-مکانیکی پوشانده می‌شود.

## اندیشه بازرگان و پژوهش‌های علمی
- مطالعه موردی دیدگاه مهندس بازرگان،[۷۱] محسن کدیور ۱۳۸۴.
- پسااسلامگرایی در ایران (بررسی اولین مبانی پسااسلامگرایی در اندیشه مهدی بازرگان، به عربی: ما بعد الإسلامویة فی إیران)[۷۲] کمال سلمان عنزی ۲۰۲۳.
- میراث ماندگار بازرگان؛ اصالت، صداقت و حُریت، گفت‌وگو با سروش دباغ،[۷۳] سروش دباغ ۱۳۹۳.

## نگارخانه

مهندس مهدی بازرگان هنگام سخنرانی پس از دریافت حکم نخست‌وزیری
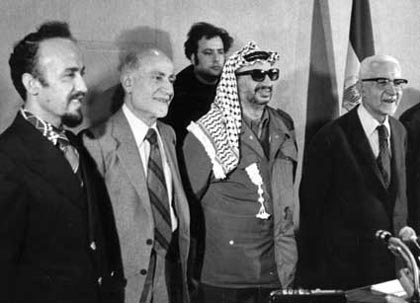
از سمت راست به چپ: یدالله سحابی - یاسر عرفات - مهندس بازرگان - هاشم صباغیان
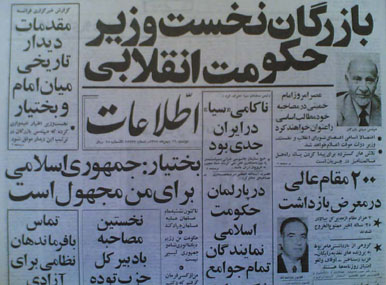
خبر انتصاب مهندس مهدی بازرگان به نخست‌وزیری
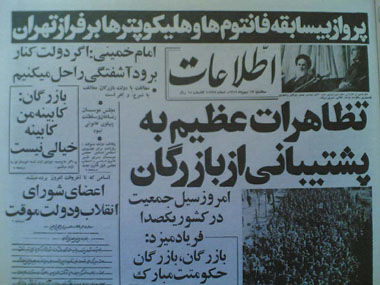
خبر راهپیمایی مردمی به پشتیبانی بازرگان در روزنامه اطلاعات
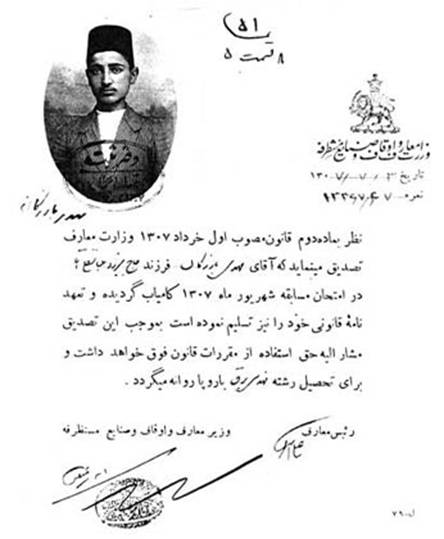
گواهی اعزام بازرگان به اروپا